# Cranksgiving
Cranksgiving là một sự kiện từ thiện thường niên, nơi mọi người tranh tài trong một cuộc đua xe đạp theo phong cách alleycat để mua đồ ăn tại các điểm dừng trên đường đi. Sự kiện này được lên kế hoạch vào gần ngày lễ Tạ ơn và thực phẩm được quyên góp cho các kho lương thực địa phương. Sự kiện này đã bắt đầu tại thành phố New York vào năm 1999 và kể từ đó lan rộng ra các thành phố khác ở Hoa Kỳ cũng như các quốc gia khác.

## Lịch sử
Sự kiện Cranksgiving đầu tiên diễn ra vào ngày 20 tháng 11 năm 1999. Người đưa tin bằng xe đạp của Thành phố New York, Antonio Rodrigues, đã nảy ra ý tưởng tổ chức một cuộc đua alleycat như một sự kiện từ thiện. Một cuộc đua alleycat truyền thống thường tổ chức tự phát và không được thừa nhận, trong đó những người đưa tin bằng xe đạp thi đấu với nhau. Ngược lại, Cranksgiving được mô tả là "đạp xe, chở đồ ăn, và săn đồ vật".
Đến năm 2009, sự kiện này đã thu hút 118 người tham gia ở New York, với các sự kiện tương tự diễn ra ở hơn chục thành phố khác. Năm đó, sự kiện ở New York đã thu được hơn 1000 đô la thực phẩm được quyên góp cho các kho thực phẩm địa phương. Năm 2015, New York có 300 người tham gia và thu được 3.000 pound (1.400 kg) thực phẩm, bao gồm hàng chục con gà tây và 600 lọ thức ăn trẻ em.
Năm 2019, đã có 112 sự kiện cranksgiving được tổ chức tại 42 tiểu bang trên toàn nước Mỹ cũng như tại Vương quốc Anh và Canada. Hơn 20.000 pound (9.100 kg) thực phẩm đã được quyên góp chỉ riêng tại Thành phố Kansas. Tại Thành phố New York, có ba sự kiện riêng biệt được tổ chức tại Brooklyn, Manhattan và Bronx, với Citibike là đơn vị cung cấp xe đạp miễn phí cho sự kiện. Sự kiện tại Seattle năm đó đã thu được 2.223 pound (1.008 kg) thực phẩm, trong khi một sự kiện tương tự ở Tây Seattle thu được thêm 1.195 pound (542 kg).
Cranksgiving năm 2020 ở State College, Pennsylvania đã thu hút 89 người tham gia thu được hơn 1.400 pound (640 kg) thực phẩm với trị giá gần $2500.

## Tổ chức

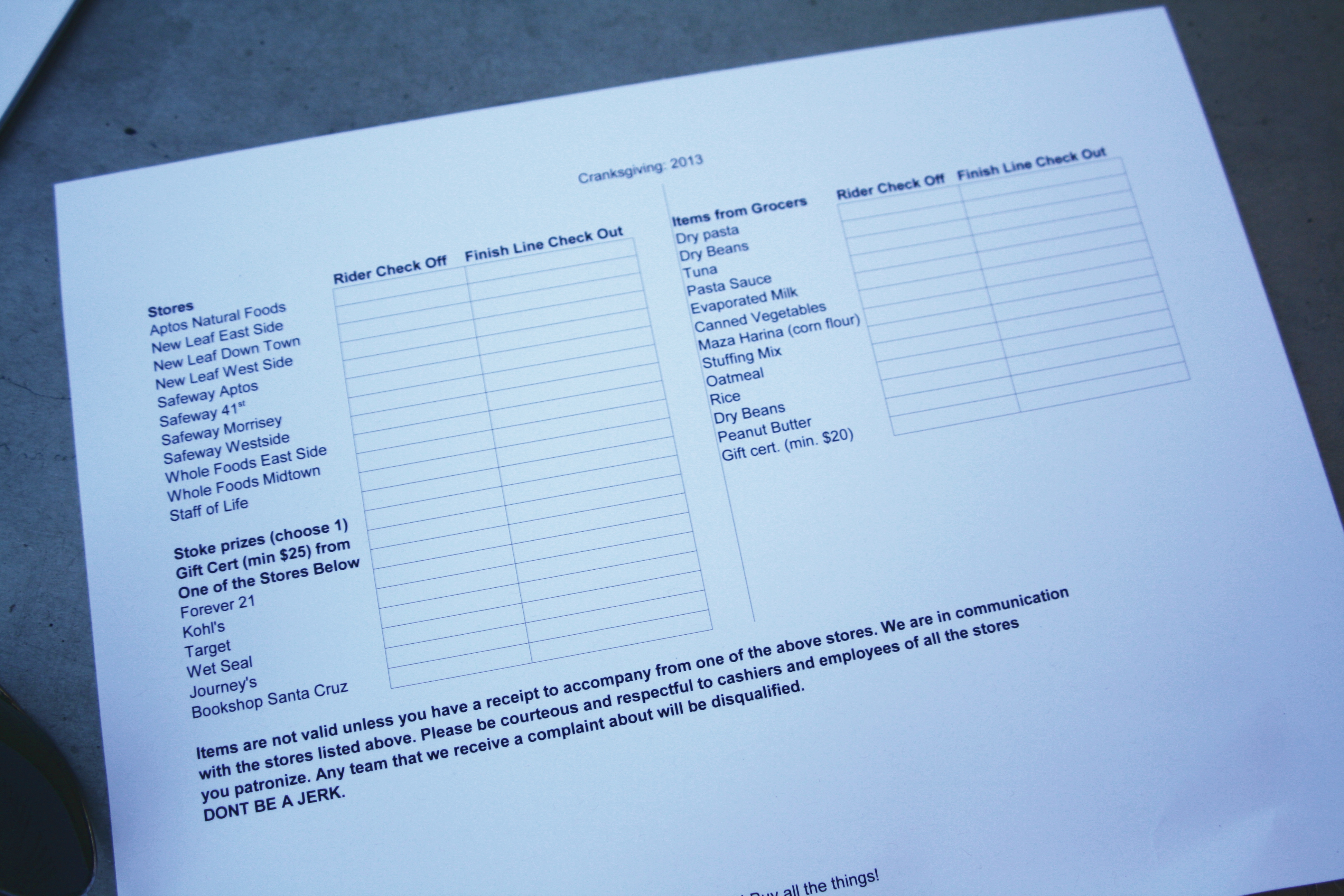
Danh sách mua sắm tại Cranksgiving

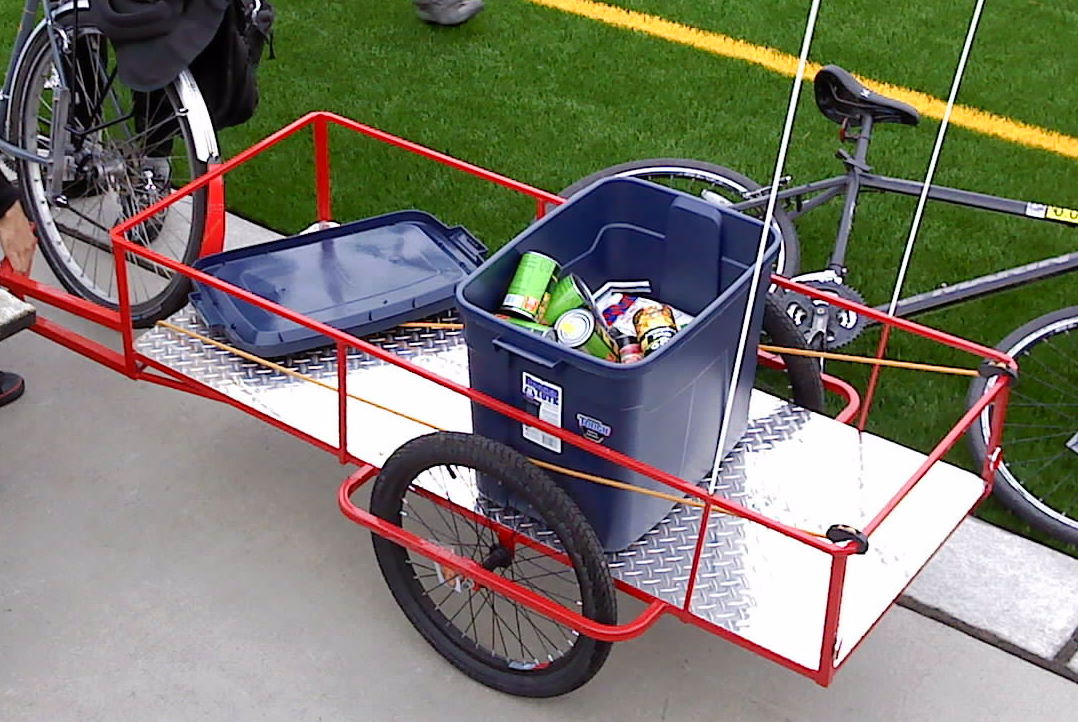
Rơ moóc chở hàng thực phẩm Cranksgiving

Các nhà tài trợ sự kiện cung cấp những vật dụng cơ bản mà người tham gia phải sử dụng, nhưng không có yêu cầu nghiêm ngặt nào. Người tham gia được cung cấp một danh sách các cửa hàng tạp hóa mà họ phải ghé thăm, với các tuyến đường cụ thể do người đi xe xác định. Các tay đua cũng được cung cấp một danh sách mua sắm để họ mua hàng tại mỗi cửa hàng và hàng hóa được quyên góp cho tổ chức từ thiện địa phương vào cuối sự kiện. Mặc dù không có phí vào cửa, nhưng các tay đua phải chi từ 15 đến 20 đô la để hoàn tất việc mua hàng của mình.